# Grevillea tridentifera
Grevillea tridentifera är en tvåhjärtbladig växtart som först beskrevs av Stephan Ladislaus Endlicher, och fick sitt nu gällande namn av Meissner. Grevillea tridentifera ingår i släktet Grevillea och familjen Proteaceae. Inga underarter finns listade i Catalogue of Life.